# 狐蝠
《狐蝠》是1977年上映的一部香港劇情片，由梁普智和特倫斯·揚聯合執導，黃培基擔任動作設計，這是一部由香港人投資製作的國際諜戰片，並以一群外國演員為底，內容和形式都十分西化。此電影和《跳灰》是香港新浪潮始祖電影。
故事藍本來自1976年9月蘇聯米格機降落日本事件，伊雷、亨利·施路華、雲妮妲·麥姬和譚美德主演。

## 劇情簡介
亨利是美国中央情报局的干员，他用巧妙的手法取得狐蝠（米格25）战斗机的珍贵资料，但却存有异心，要将此资料在国际情报市场中高价拍卖谋利。于是，各路英雄都来到折卖地香港，展开了一场又一场的枪战追逐。最后却发现，原来整个事都是中央情报局设下的圈套而已。

## 演員表
| 演員           | 角色                   | 備註                                                     |
| 伊雷           | 張先生                 | 廚師，喜歡姚東妮，因誤吃了沙信藏有秘密的喉糖而被多方追捕 |
| 亨利·施路華    | 麥剋沙信 Michael Saxon | 美國中央情報局幹員                                       |
| 雲妮妲·麥姬    | 姚東妮 Toni Hill       | 來自紐約的設計師                                         |
| 喬宏           | 胡德博士               | 俄國特務                                                 |
| 林偉棋         | 波力                   |                                                          |
| 陳欣健         | 李仔                   | 胡德的手下                                               |
| 黃錦燊         | 殺手                   | 胡德的手下                                               |
| 唐忠信         | 周仔                   |                                                          |
| 謝錦泰         | 宋仔                   |                                                          |
| 黃雄           | 苗蔭                   |                                                          |
| Rik Van Nutter | 祁里士 Crays           |                                                          |
| Fred Marshall  | 戴百克 Dahlbeck        |                                                          |
| 積高           | 黎文 Lamont            |                                                          |
| 譚美德         | 黎太太 Mrs Lamont      |                                                          |

## 評論
影評人石琪指這是一部西人至上的「港製西片」，電影的內容及形式都模仿西片，失去了香港電影的獨特性，電影中有香港的風景和人物，但都是以西方人的角度來看，使香港觀眾失去親切感。

## 外部連結
- 香港影庫上《狐蝠》的資料（繁體中文）
- 互联网电影数据库（IMDb）上《狐蝠》的资料（英文）
- 豆瓣电影上《狐蝠》的資料 （简体中文）
- 时光网上《狐蝠》的資料（简体中文）